# Convento de San Antonio (La Cabrera)

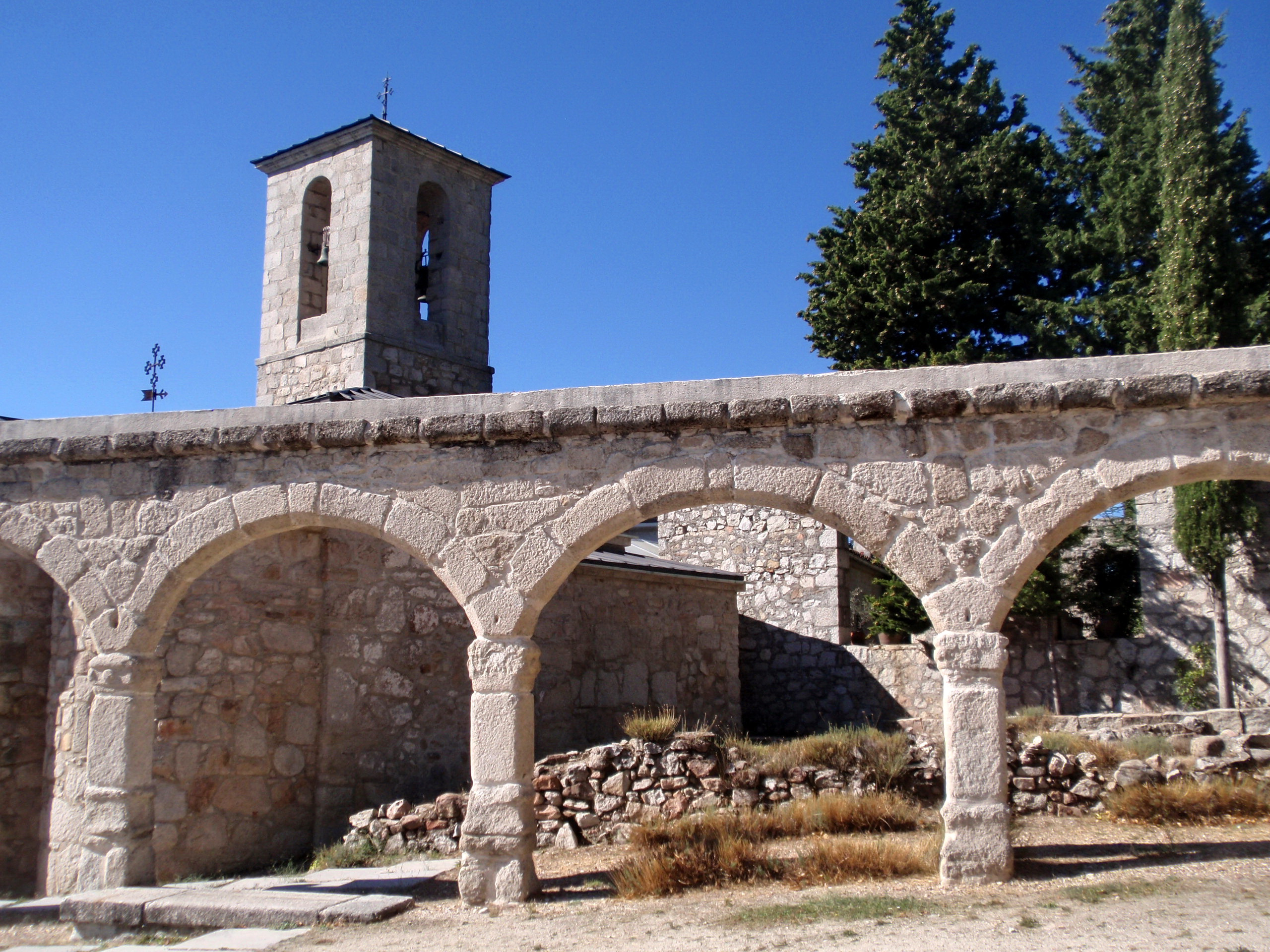
Arquería del antiguo claustro del monasterio de San Antonio

El convento de san Antonio está situado en el municipio español de La Cabrera, en la parte septentrional de la Comunidad de Madrid. Es de estilo románico y es probable que date del siglo XI o de la primera mitad del siglo XII, si bien otras hipótesis apuntan a un origen anterior. 

## Localización
El templo se encuentra a 57 km de Madrid y a unos dos del casco urbano de La Cabrera, pueblo accesible desde la autopista A-1. Está enclavado en un paraje agreste, a 1190 m de altitud, en las laderas del Cancho Gordo, la máxima cumbre de la sierra de La Cabrera con una cota de 1564 m. Se trata de un monte-isla de la vertiente meridional de la sierra de Guadarrama.

## Historia

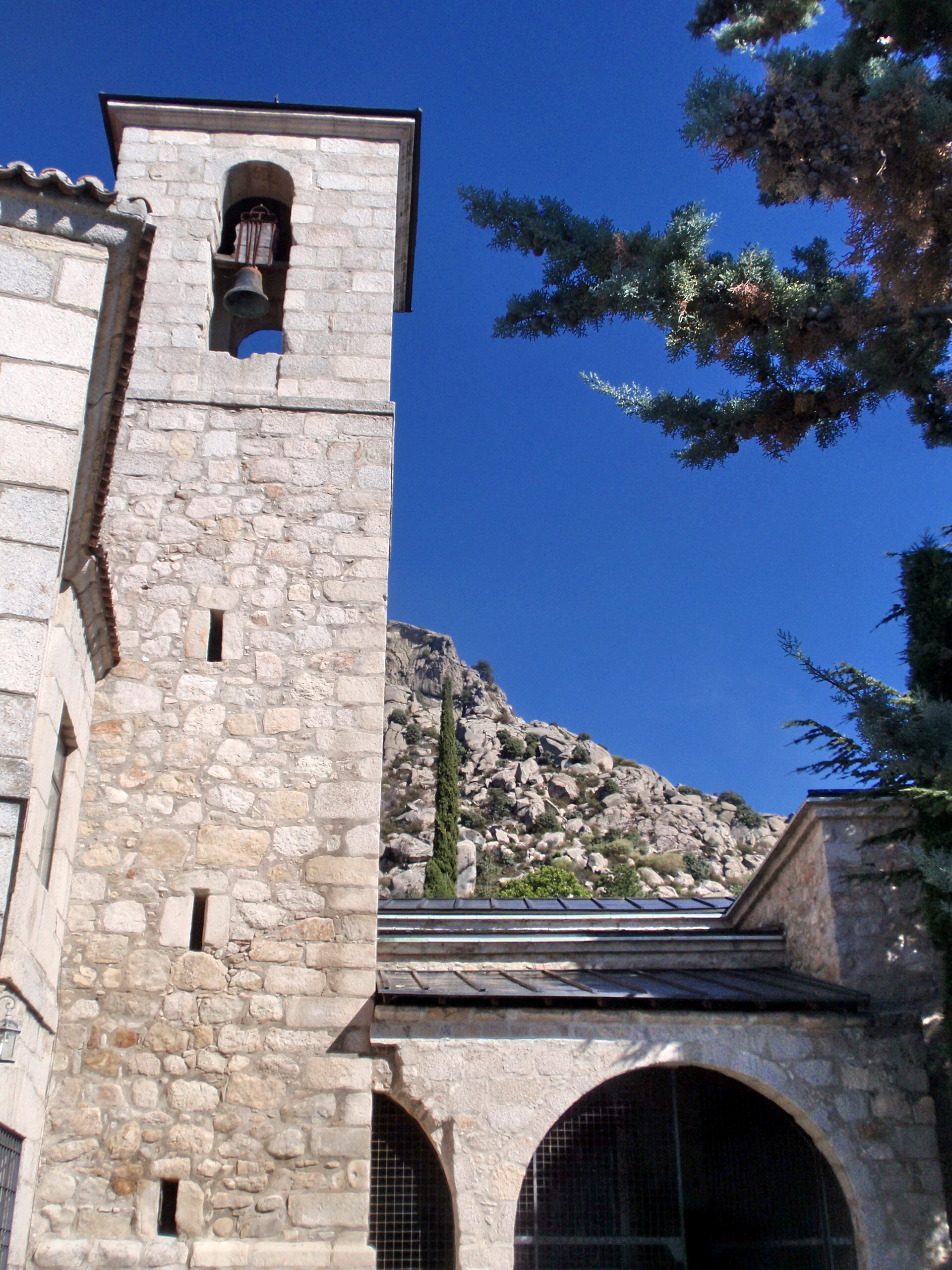
Torre de la iglesia del monasterio de San Antonio

No se conoce la fecha exacta de su fundación. La tradición sostiene que es del siglo XI y que fue promovido por el rey Alfonso VI (1040-1109), en el contexto de la campaña militar desplegada por la Corona de Castilla para la conquista de Toledo, en manos del poder andalusí.
También es posible que fuera construido en la primera mitad del siglo XII, aunque siguiendo modelos anteriores al primer románico. Según otras teorías, puede tratarse de una construcción románico-visigótica. La existencia de restos arqueológicos de origen visigodo en sus proximidades lleva a pensar que pudo ser levantado sobre un primitivo templo prerrománico.
Su primera consagración fue la de san Julián y, hasta el siglo XIV, estuvo regentado por la orden benedictina. En 1404 pasó a manos de los franciscanos reformados de Pedro de Villacreces, quedando bajo la advocación de san Antonio de Padua. En 1567?, el convento fue el hogar del fraile cifontino Diego de Landa, nombrado guardián, que terminaría siendo el segundo obispo de Yucatán, en la Nueva España (1572-1579). 
Fue reformado en los siglos XV y XVI. El lugar fue abandonado durante la invasión napoleónica. En 1812 los franciscanos pudieron restablecerse, permaneciendo hasta 1835, cuando fueron exclaustrados como consecuencia de la Desamortización de Mendizábal. Posteriormente, fue comprado por los descendientes del pintor Francisco de Goya (1746-1828). 
En el pasado siglo XX, el médico Carlos Jiménez Díaz (1898-1967) se hizo con la propiedad y procedió a su rehabilitación y adecuación para uso residencial. Desaparecido Jiménez Díaz, el edificio quedó en el abandono y fue objeto de rapiña y expolio. Desde 2004, pertenece a los Misioneros Identes, quienes, además de su función religiosa, promueven la celebración de actividades culturales y sociales. La Comunidad de Madrid procedió a su restauración y consolidación entre 1987 y 1993.
El convento ha tenido usos diversos a lo largo de los siglos. Fue utilizado como hospedería por personalidades históricas como el marqués de Santillana y el cardenal Cisneros y hasta sirvió de cárcel del clero durante un corto periodo de tiempo.

## Descripción

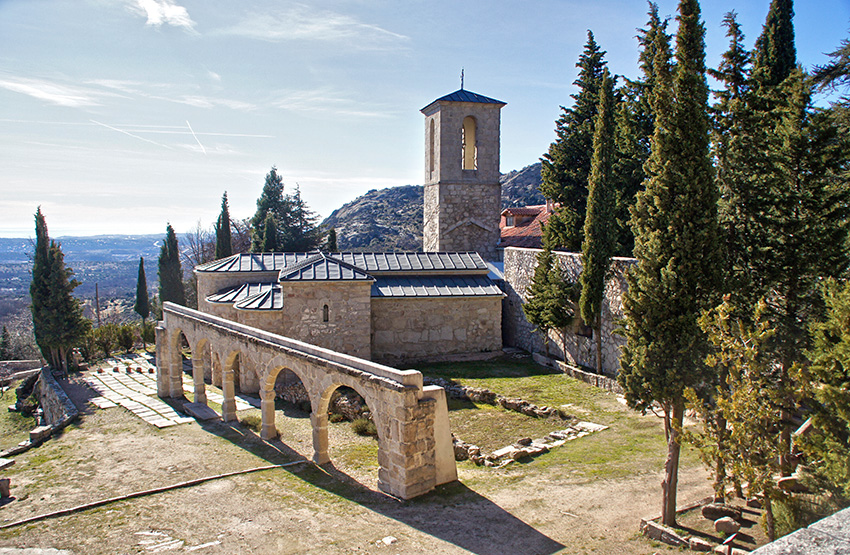
Convento de San Antonio en La Cabrera

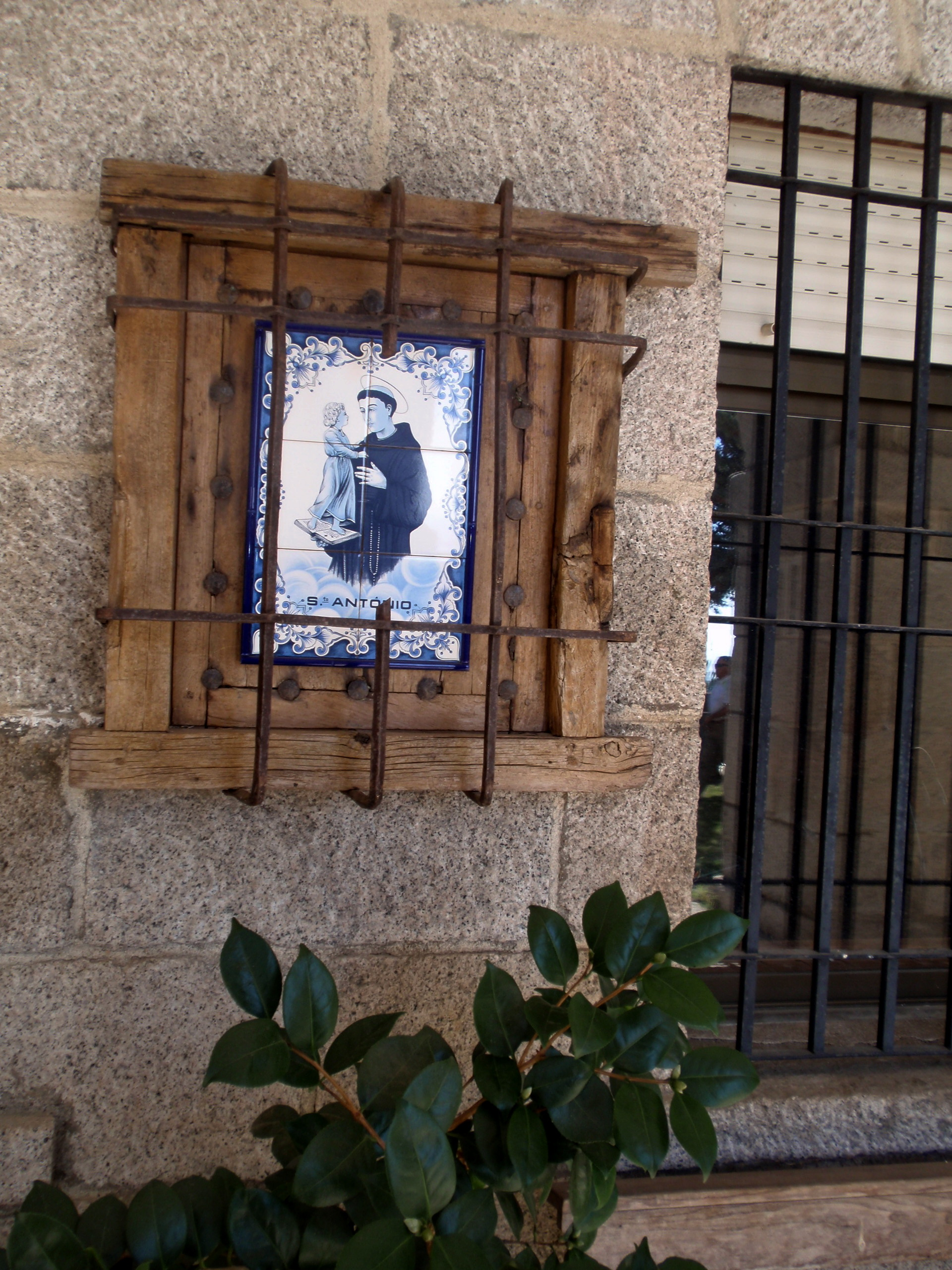
Imagen de San Antonio en la puerta de entrada al convento

El convento está realizado en mampostería de granito. Su elemento arquitectónico más importante es la iglesia, que destaca por la singularidad de su estructura, si se tienen en cuenta las pautas estilísticas imperantes en el románico de los siglos XI y XII. A pesar de sus reducidas  dimensiones, presenta una estructura de cierta complejidad, con cinco ábsides, tres naves y crucero.

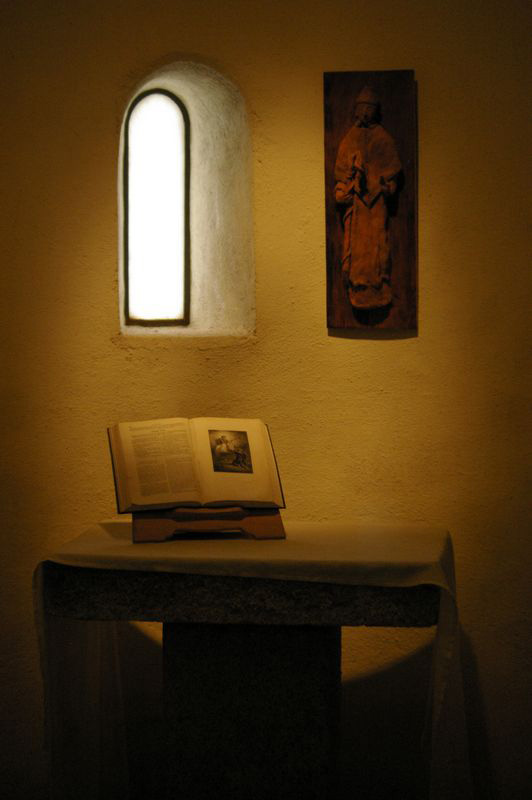
Interior del convento de San Antonio en La Cabrera (David Daguerro).

Los ábsides son de planta semicircular y tienen diferentes alturas, distribuyéndose simétrica y escalonadamente. Los tres centrales se sitúan, a modo de prolongación, en la cabecera de cada una de las naves, mientras que los dos laterales se corresponden con los extremos de los brazos del crucero. Están formados por bóvedas de cuarto de esfera.
La existencia de cinco ábsides y, en consecuencia, de cinco altares hace pensar que en el lugar se celebraban varias misas en el mismo día, ante la prohibición litúrgica de que, en un mismo altar, se oficiasen varias misas en una única jornada.
Con respecto a las naves, están integradas por bóvedas de medio cañón y arcos de medio punto, sostenidos por diferentes sistemas de apoyo. Los arcos del crucero y los triunfales se alzan sobre pilares cruciformes; y los restantes sobre columnas cilíndricas, con capiteles.
La desnudez decorativa es otra de las características del templo, que carece casi por completo de motivos escultóricos, tanto en el exterior como en el interior. Sólo cabe hablar de la presencia de varios escudos en los cerramientos oeste y sur, alusivos a la orden franciscana y al ducado del Infantado, al que estuvo adscrito La Cabrera. Fueron instalados durante las reformas llevadas a cabo en los siglos XV y XVI.
A estas reformas también corresponden la arquería conservada del claustro y el cuerpo bajo de la torre, que es cuadrada y fechable a partir del siglo XV. Es probable que la parte superior de ésta sea posterior, posiblemente del siglo XVIII.